# Naczysławki
Naczysławki (dodatkowa nazwa w j. niem. Klein Nimsdorf) – wieś w Polsce położona w województwie opolskim, w powiecie kędzierzyńsko-kozielskim, w gminie Reńska Wieś.
W latach 1975–1998 miejscowość administracyjnie należała do ówczesnego województwa opolskiego.
W Naczysławkach urodził się Wilhelm Kloske, polski duchowny rzymskokatolicki, biskup pomocniczy gnieźnieński w latach 1911–1924.

## Nazwa
Według niemieckiego językoznawcy Heinricha Adamy’ego nazwa ma charakter patronimiczny i wywodzi się od imienia - Ignacy. Pochodzi ona od założyciela lub patrona wsi. W swoim dziele o nazwach miejscowych na Śląsku wydanym w 1888 roku we Wrocławiu jako starszą od niemieckiej wymienia polską formę nazwy - Nacislawice podając jej znaczenie "Dorf der St. Ignatius" - "Wieś św. Ignacego". Nazwa została zgermanizowana przez Niemców na Nimsdorf, a później na Klein Nimsdorf i utraciła swoje pierwotne znaczenie.

## Historia
Od końca XVIII w. wieś posiadała własną pieczęć gminną, na której przedstawiono po prawej skrzyżowane ramiona i między nimi krzyż (herb zakonu franciszkanów), po lewej snop zboża.